# Pygmephorus lambi
Pygmephorus lambi är en spindeldjursart som beskrevs av Krczal 1964. Pygmephorus lambi ingår i släktet Pygmephorus och familjen Pygmephoridae. Inga underarter finns listade i Catalogue of Life.